# Lissonota inareolata
Lissonota inareolata är en stekelart som beskrevs av Pfeffer 1913. Lissonota inareolata ingår i släktet Lissonota och familjen brokparasitsteklar. Inga underarter finns listade i Catalogue of Life.